# Eadmuna villaricensis
Eadmuna villaricensis is een vlinder uit de familie van de Mimallonidae. De wetenschappelijke naam van de soort is voor het eerst geldig gepubliceerd in 1933 door Schaus.